# 939

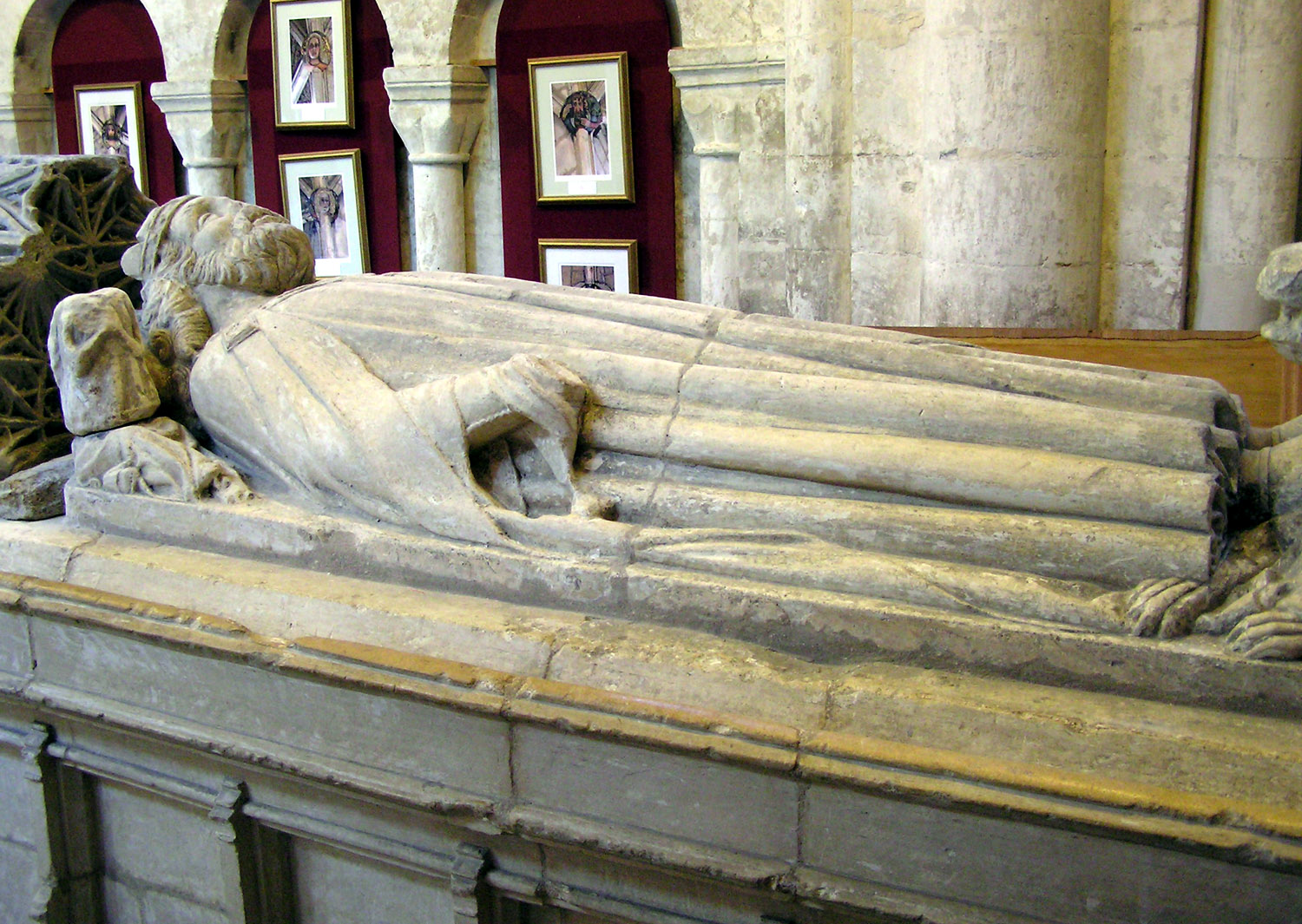
Graftombe van Athelstan (r. 924 - 939)

Het jaar 939 is het 39e jaar in de 10e eeuw volgens de christelijke jaartelling.

## Gebeurtenissen
- voorjaar - De vulkaan Eldgjá op IJsland barst uit.[1]
- 14 juli - Paus Stephanus VIII volgt Leo VII op als de 127e paus van de Katholieke Kerk.
- 19 juli - Slag bij Simancas: Een gecombineerd leger van Leon, Galicië en Navarra onder leiding van koning Ramiro II van Leon verslaat kalief Abd al-Rahman III van Córdoba. De vluchtende Andalusiërs lopen in een hinderlaag en worden afgeslacht.
- 2 oktober - De opstandelingen tegen koning Otto I, Giselbert van Lotharingen en Everhard III van Franken worden verslagen in de slag bij Andernach, waarbij Everhard en Giselbert sneuvelen. Ook graaf Dirk I van Holland wordt gedood.
- 27 - Edmund I volgt Athelstan op als koning van Engeland.
- Alan II van Bretagne doet afstand van de koningstitel. Bretagne wordt een hertogdom.
- Pietro Partcipazio volgt Pietro II Candiano op als doge van Venetië.
- Lodewijk IV van Frankrijk trouwt met Gerberga van Saksen, de weduwe van Giselbert van Lotharingen.
- Ngo Quyen roept zich uit tot koning van Vietnam. Begin van de Ngo-dynastie (939 - 967).

## Geboren
- Song Taizong, keizer van het Chinese Keizerrijk (overleden 976)

## Overleden
- 13 juli - Leo VII, paus van de Katholieke Kerk
- 2 oktober - Everhard III (54), hertog van Franken
- 2 oktober - Giselbert II, hertog van Lotharingen
- 5 oktober - Dirk I, graaf van Holland (896 - 939)
- 27 oktober - Athelstan, koning van Engeland
- Pietro II Candiano, doge van Venetië (932 - 939)